# Zygophylax crassitheca
Zygophylax crassitheca is een hydroïdpoliep uit de familie Lafoeidae. De poliep komt uit het geslacht Zygophylax. Zygophylax crassitheca werd in 1941 voor het eerst wetenschappelijk beschreven door Fraser. 